# 普拉夫纳农村居民点
普拉夫纳农村居民点（俄语：Плавенское сельское поселение）是俄罗斯联邦布良斯克州克利莫沃区所属的一个农村居民点。其下辖有10个居民点，行政中心为普拉夫纳。据2015年统计，该农村居民点的人口为957人。